# Медаль «За битву при Калише»
Медаль «За битву при Калише» (другое название — «За победу под Калишем») — медаль, которой награждались участники битвы при Калише 18 октября 1706 года.

## История
Медаль учреждена в 1706 году.
По распоряжению Петра I для офицеров было изготовлено 300 золотых медалей различного достоинства — в 50, 100, 200, 300 и 500 рублей. Награды по весу подразделяются на несколько категорий — от одного до четырнадцати червонцев. Часть из них была украшена драгоценными камнями. Из них две золотые медали, хранящиеся в Отделе нумизматики Государственного Эрмитажа в Санкт-Петербурге, вставлены в золотые оправы, покрыты разноцветной эмалью и украшены алмазами и аквамаринами; они предназначались в награду высшим офицерам.
Для унтер-офицеров были изготовлены серебряные медали, которыми наградили драгун трёх особо отличившихся под Калишем полков — Невского, Казанского и Нижегородского. Рядовые были награждены серебряными монетами.
Над медалями работали француз Соломон Гуэн (аверс) и саксонец Готфрид Гаупт (реверс).

## Описание

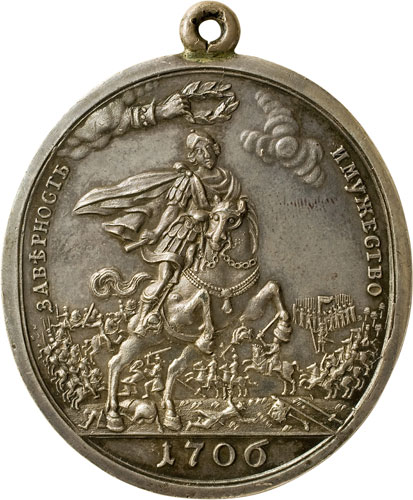
Оборотная сторона

Медали были изготовлены в двух вариантах: круглые и овальные, которые также различались весом и размером.
На лицевой стороне медали погрудное изображение Пётра I, по краю медали имеются надписи: «ЦРЬ ПЕТРЪ» и «АЛЕѮИЕВИЧЪ». На оборотной стороне медали изображён Пётр I на вздыбленном коне на фоне сражения. По краям медали надписи: «ЗА ВЕРНОСТЬ» и «И МУЖЕСТВО».
Медаль носилась на Андреевской ленте.